# Бар «МоскваЧики»
«Бар „МоскваЧики“» — российский комедийный фильм 2024 года, снятый режиссёром Анарио Мамедовым по сценарию Михаила Погосова и Елены Вахрушевой.

## Сюжет
Три молодые красотки из Москвы покупают бар в Питере, соседи-парни решают помочь им. Девушки сталкиваются с вызовами в бизнесе и романтическими сюрпризами.

## В ролях
- Яна Кошкина — Вика
- Iowa Катя[1] — Соня
- Екатерина Шкуро — Карина
- Давид Манукян — Илья
- Марк Богатырёв — Александр
- Михаил Тарабукин — Дмитрий
- Тарзан — камео
- Дмитрий Красилов — хозяин кафе
- Иван Пышненко — ведущий
- Роман Юнусов — босс
- Кристина Бабушкина — чиновница
- Денис Косяков — любовник Карины
- Игорь Ознобихин — полицейский
- Амаду Мамадаков — монтажник
- Сергей Рост — инспектор
- Михаил Павлик — сантехник

## Съёмочная группа
- Режиссер: Анарио Мамедов
- Сценаристы: Михаил Погосов, Елена Вахрушева
- Операторы: Сергей Баскоев, Борис Кирисенко
- Композитор: Игорь Сычёв
- Художник: Алексей Дударев
- Продюсеры: Михаил Погосов, Тимур Вайнштейн, Евгений Мишиев, София Калинска
- Кастинг-директор: Нино Леонидзе

## Съёмки
Съёмки стартовали в сентябре 2023 года в Москве и Санкт-Петербурге.

## Показ
Премьера фильма была приурочена ко Дню России и состоялась 12 июня 2024 года.
Фильм посмотрели 75 392 зрителей, сборы составили 27 453 134 ₽.

## Критика
В общем, ничего оригинального, но попытка преодолеть стереотипы и шагнуть в сторону с проторенной дорожки есть — и засчитывается. При этом фантазии авторам не хватает, так что пустоты заполнены якобы юмористическими камео всевозможных узнаваемых артистов — от Тарзана и до Сергея Роста — и бесконечными сценами вечеринок. Динамично, но затянуто. Сам видеоряд, и без того яркий по цвету и свету, раскрашен графикой, имитирующей посты в соцсетях и сообщения мессенджеров, — не новый, но в данном случае уместный прием.
— Наталья Григорьевна, Независимая газета